# Chi Thứ mạt
Chi Thứ mạt (danh pháp khoa học: Azima) là một chi thực vật thuộc họ Salvadoraceae.

## Danh sách loài
Chi này có các loài sau (tuy nhiên danh sách này có thể chưa đủ):
- Azima angustifolia
- Azima diacantha
- Azima nova
- Azima pubescens
- Azima sarmentosa, (Bl.) B & H - Thứ mạt
- Azima scandens
- Azima spinosissima
- Azima tetracantha

## Hình ảnh

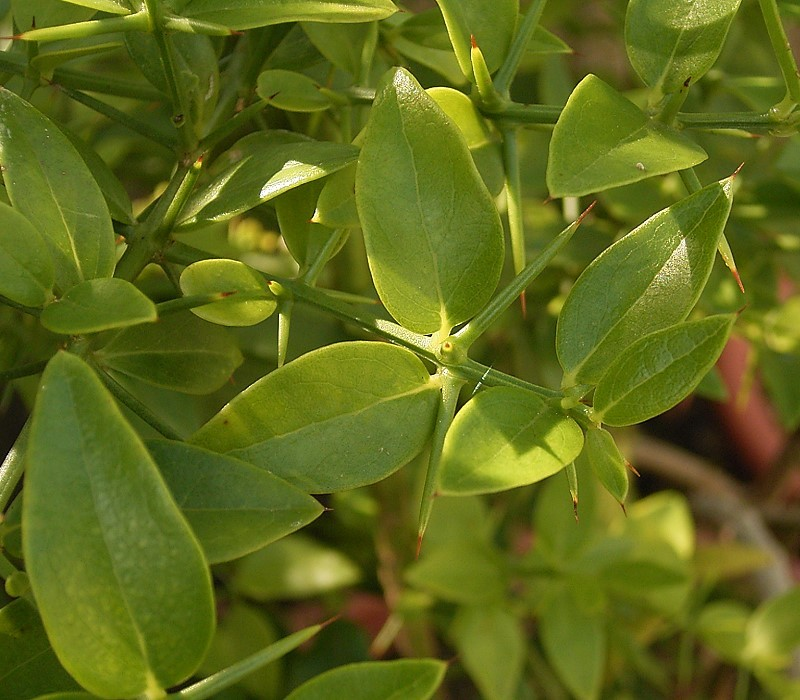